# 汉斯·赖斯纳
汉斯·雅各布·赖斯纳（1874年1月18日—1967年10月2日），也称为雅各布·约翰内斯·赖斯纳（Jacob Johannes Reissner），出生于柏林，德国航空工程师，业余爱好是数学物理。在第一次世界大战中，他因在飞机设计上的开创性工作被授予第二类铁十字勋章（平民）。1967年逝世于美国俄勒冈州克尔顿。